# 障害を理由とする差別の解消の推進に関する法律
障害を理由とする差別の解消の推進に関する法律（しょうがいをりゆうとするさべつのかいしょうのすいしんにかんするほうりつ、英語: Act for Eliminating Discrimination against Persons with Disabilities、平成25年6月26日法律第65号）は、障害者基本法の基本的な理念に則り、全ての障害者が、障害者でない者と等しく、基本的人権を享有する個人としてその尊厳が重んぜられ、その尊厳にふさわしい生活を保障される権利を有することを踏まえ、障害を理由とする差別の解消の推進に関する基本的な事項、行政機関等および事業者における障害を理由とする差別を解消するための措置等を定めることにより、障害を理由とする差別の解消を推進し、もって全ての国民が、障害の有無によって分け隔てられることなく、相互に人格と個性を尊重し合いながら共生する社会の実現に資することに関する日本の法律である（法1条）。通称は障害者差別解消法、障害者差別禁止法。
主務官庁は内閣府に設けられた障害者政策委員会。内閣府共生社会政策担当統括官付障害者施策担当官が事務局を務め、厚生労働省社会・援護局障害保健福祉部企画課をはじめ各省庁と連携して執行にあたる。

## 法律構成
- 第一章　総則（第1条―第5条）
- 第二章　障害を理由とする差別の解消の推進に関する基本方針（第6条）
- 第三章　行政機関等及び事業者における障害を理由とする差別を解消するための措置（第7条―第13条）
- 第四章　障害を理由とする差別を解消するための支援措置（第14条―第20条）
- 第五章　雑則（第21条―第24条）
- 第六章　罰則（第25条・第26条）
- 附則

## 法律概要
- 障害者権利条約・障害者基本法に実効性を持たせるための国内法整備として制定された。
- 法律の理念を実現するために、障害を理由とする差別の解消を推進することが明記された。

- 国の行政機関の長および独立行政法人等は、障害を理由とする差別に関し、職員が適切に対応できるように必要な職員対応要領を作成する（第9条）。地方公共団体の機関も同様に、地方公共団体等職員対応要領を定めるよう努める（第10条）。
- 国（主務大臣）は、事業者が適切に対応するために必要な指針（対応指針）を定める。国（主務大臣）は、事業者による障害を理由とする差別に関し、特に必要があると認めるときは、対応指針に定める事項について、当該事業者に対し、報告を求め、または助言、指導もしくは勧告をすることができる。これに従わず、虚偽の報告をした時は、罰則の対象となる（第11条、第12条）。
- 国及び地方公共団体は、障害者およびその家族その他の関係者からの障害を理由とする差別に関する相談に的確に応ずるとともに、障害を理由とする差別に関する紛争の防止または解決を図ることができるよう必要な体制の整備を図る（第14条）。
- 障害者に対する「合理的配慮」については、この法律では特段の定義は無いので、障害者権利条約第2条の定義によって定められる。

## 差別の禁止等
法は、以下の通り、事業者及び行政機関等に対し、不当な差別的取扱いを禁止し、合理的配慮を提供すべきことを定めている。

### 不当な差別的取扱い
障害者に対して、正当な理由なく、障害を理由として、財・サービスや各種機会の提供を拒否する又は提供に当たって場所・時間帯などを制限する、障害者でない者に対しては付さない条件をつけることなどにより、障害者の権利利益を侵害すること。法は、事業者、行政機関等いずれに対して不当な差別的取扱いをすることを禁止している。

### 合理的配慮の提供
行政機関等及び事業者に対し、その事務・事業を行うにあたり、個々の場面において、障害者から現に社会的障壁の除去を必要としている旨の意思の表明があった場合において、その実施に伴う負担が過重でないときは、障害者の権利利益を侵害することとならないよう、社会的障壁の除去の実施について、必要かつ合理的な配慮を行うことを求めている。行政機関等については合理的配慮の提供は法的義務として定められている。その一方で事業者については努力義務として定められていたが、令和6年4月1日より施行された改正法で義務化された。
障害を理由とする差別の解消の推進に関する法律（2013年法律第65号）
第３章　行政機関等及び事業者における障害を理由とする差別を解消するための措置
（行政機関等における障害を理由とする差別の禁止）
第７条
行政機関等は、その事務又は事業を行うに当たり、障害を理由として障害者でない者と不当な差別的取扱いをすることにより、障害者の権利利益を侵害してはならない。
２　行政機関等は、その事務又は事業を行うに当たり、障害者から現に社会的障壁の除去を必要としている旨の意思の表明があった場合において、その実施に伴う負担が過重でないときは、障害者の権利利益を侵害することとならないよう、当該障害者の性別、年齢及び障害の状態に応じて、社会的障壁の除去の実施について必要かつ合理的な配慮をしなければならない。
（事業者における障害を理由とする差別の禁止）
第８条
事業者は、その事業を行うに当たり、障害を理由として障害者でない者と不当な差別的取扱いをすることにより、障害者の権利利益を侵害してはならない。
２　事業者は、その事業を行うに当たり、障害者から現に社会的障壁の除去を必要としている旨の意思の表明があった場合において、その実施に伴う負担が過重でないときは、障害者の権利利益を侵害することとならないよう、当該障害者の性別、年齢及び障害の状態に応じて、社会的障壁の除去の実施について必要かつ合理的な配慮をしなければならない。

## 経緯
- 2006年（平成18年）12月：国際連合で障害者権利条約が採択。
- 2009年（平成21年）12月8日：障がい者制度改革推進本部が設置。
- 2011年（平成23年）：改正障害者基本法が成立（第4条に障害者差別禁止規定が盛り込まれ、本法は具体化したもの）。
- 2012年（平成24年）9月14日：障害者政策委員会差別禁止部会が、差別禁止法への意見書をとりまとめた。
- 2013年（平成25年）
  - 4月26日：閣議決定、国会（第183回国会）提出。
  - 5月29日：衆議院内閣委員会で可決。
  - 5月31日：衆議院本会議で可決。
  - 6月18日：参議院内閣委員会で。
  - 6月19日：参議院本会議で全会一致で可決、成立。
  - 6月26日：法律公布。
- 2016年（平成28年）4月1日：法律施行。

## 地方自治体による障害者差別解消条例等の独自施策

### 条例
2006年（平成18年）10月、千葉県で初めて、障害者差別解消条例が制定された（2007年（平成19年）施行）。千葉県による条例を皮切りに、全国の都道府県（一部市町村）で障害者差別をテーマとした条例が制定された。
2016年（平成28年）4月1日に障害者差別解消法が施行されることになると、これにあわせて具体的な障害者差別解消施策を実行することを目的として、さらに多くの地方自治体で障害者差別解消条例が制定された。条例により、事業者による合理的配慮の提供を法的義務としたり、障害のある住民からの相談を受け、紛争解決のためにあっせん手続きを定めたりするなど、障害者差別解消法の趣旨を受けたより具体的な施策を実行できるようになっているものが多い。
こうした障害者差別解消条例は、2017年（平成29年）12月時点で、中核市以上の地方公共団体のうち、34か所（23都道府県、政令市5、中核市6）で制定されている。

### 施策
兵庫県明石市では、明石市障害者に対する配慮を促進し誰もが安心して暮らせる共生のまちづくり条例（略称；障害者配慮条例）が2016年4月から施行されている。また、同条例に基づき、市内の事業者が合理的配慮の提供をする際に要する費用を助成する、合理的配慮の提供を支援する公的助成制度を設けた。同旨の制度は、北海道苫小牧市、茨城県つくば市、大阪府茨木市、兵庫県加古川市など、広がりを見せている。